# Sześcionogi
Sześcionogi (Hexapoda) – takson stawonogów obejmujący owady, skoczogonki, widłogonki i pierwogonki. Należy do niego ponad milion opisanych gatunków współczesnych, a ich ogólną liczbę szacuje się na 5,5–30 milionów. Obejmuje więc większość gatunków zwierząt. Przedstawiciele mają ciało złożone z trzech tagm: głowy, tułowia i odwłoka (niekiedy tagmatyzacja wtórnie zatarta). Głowa ma szczęki II pary zlane w wargę dolną i, z wyjątkiem pierwogonków, zaopatrzona jest w jedną parę czułków. Na tułowiu występują trzy pary odnóży (niekiedy wtórnie zredukowane), a czasem też skrzydła. Odwłok jest pierwotnie 11-segmentowy i pozbawiony członowanych odnóży. Układ oddechowy, jeśli występuje, ma formę tchawek. Występują na całym świecie, zasiedlając wszelkie siedliska lądowe, wtórnie też słodkowodne, a niektóre spotkać można na otwartym morzu. Przyjmują rozmaite strategie pokarmowe. W zapisie kopalnym znane są od wczesnego dewonu, ale przypuszczalnie pojawiły się w ordowiku.

## Morfologia
Ciało składa się typowo z trzech tagm: głowy, tułowia i odwłoka. Granica między tułowiem i odwłokiem może jednak ulegać wtórnemu zatarciu (np. skoczogonki zrosłopierścieniowe, czerwce) lub przesunięciu, dając pseudotagmy: mezosomę i metasomę (trzonkówki).
Głowa powstaje z akronu i sześciu segmentów głowowych. Jej szkielet wewnętrzny tworzy tentorium, natomiast szkielet zewnętrzny jest silnie zesklerotyzowaną puszką głowową podzieloną szwami rzekomymi i jednym szwem właściwym (zapotylicznym) na rejony nieodpowiadające jej pierwotnym segmentom. Typowo na przedzie głowy leżą warga górna, nadustek i czoło, na grzbiecie ciemię, za nim potylica i zapotylica, a po bokach głowy policzki, podpoliczki i zapoliczki. Na głowie leżą narządy wzrokowe: zwykle oczy złożone, u części owadów także przyoczka, a u niektórych ich larw oczy larwalne. Czułki występują w liczbie jednej pary i złożone są zwykle z nóżki, trzonka i biczyka, często wtórnie członowanego. U pierwogonków brak jednak czułków zupełnie.
Przydatki trzech ostatnich segmentów głowowych otaczają otwór gębowy, formując aparat gębowy. Są to kolejno: żuwaczki, szczęki oraz warga dolna, powstała ze zrośnięcia drugiej pary szczęk. U Dicondylia żuwaczka łączy się z puszką głowową dwustawowo, u pozostałych grup jednostawowo. Obecny u skorupiaków członowany endyt żuwaczki uległ w tej grupie redukcji. Każda szczęka składa się z pieńka, kotwiczki, żuwki wewnętrznej, żuwki zewnętrznej i głaszczka szczękowego. Wargę dolną budują: nasadowy zabródek, wyrastający zeń przedbródek z osadzonymi po bokach głaszczkami wargowymi oraz cztery płaty wierzchołkowe: języczki i przyjęzyczki. Wyraźny podział na te struktury zachowuje się w pierwotnym aparacie gębowym typu gryzącego, natomiast u wielu grup owadów ulega silnym przekształceniom dostosowanym do innych funkcji; wyróżnia się m.in. aparat gębowy kłująco-ssący, ssący, ssąco-liżący czy gryząco-ssący.
Tułów składa się z trzech segmentów: przedtułowia, śródtułowia i zatułowia. Skleryty leżące na ich górnej stronie (tergity) to kolejno przedplecze, śródplecze i zaplecze, po bokach (pleuryty) to: propleury, mezopleury i metapleury, a na spodzie (sternity) to: przedpiersie, śródpiersie i zapiersie – układ ten jednak ulegać może rozmaitym modyfikacjom u owadów uskrzydlonych. Na każdym segmencie tułowia osadzona jest jedna para odnóży, przy czym mogą one ulegać redukcji lub zanikowi, zwłaszcza u niektórych larw owadów holometabolicznych. Pierwotnie odnóża są typu krocznego, ale mogą ulegać różnym modyfikacjom celem pełnienia funkcji bieżnych, pływnych, grzebnych, skocznych, chwytnych czy sensorycznych. Jeżeli przednie odnóża są chwytne (np. modliszki) lub zastępują czułki (pierwogonki), to sześcionóg porusza się na czterech nogach. Każde odnóże składa się pierwotnie z 6 stawowo połączonych członów: biodra, krętarza, uda, goleni, stopy i przedstopia, przy czym stopa u części skoczogonków i większości owadów dzieli się wtórnie na 2 do 5 członów. U postaci dorosłych (i subimago jętek) owadów uskrzydlonych między tergitami a pleurytami śródtułowia i zatułowia wyrastają dwie pary skrzydeł, przy czym mogą być one różnie zmodyfikowane, wtórnie zredukowane lub całkiem zanikłe.
Odwłok pierwotnie składa się z 11 segmentów, jednak taki układ zachowuje się tylko u pierwogonków. U innych grup liczba ta ulega redukcji wskutek uwewnętrzniania, modyfikacji i redukcji segmentów. Dotyczy to zwłaszcza tylnej części odwłoka (postabdomenu), gdzie biorą one udział w tworzeniu aparatów kopulacyjnych u samców oraz pokładełka lub żądła u samic. Każdy segment odwłoka ma grzbietowo położony tergit i brzusznie położony sternit, połączone elastycznymi błonami pleuralnymi po bokach. Brak jest członowanych odnóży odwłokowych. U skoczogonków ich szczątki zmodyfikowane zostały w widełki skokowe i hamowidło. U larw niektórych owadów obecne są posuwki. W końcowej części odwłoka często znajdują się zmysłowe przysadki odwłokowe, a niekiedy wyrostki rylcowe.

## Anatomia
Ośrodkowy układ nerwowy ma swoje centrum w, umieszczonym w głowie, mózgu, złożonym z przodomóżdża, śródmóżdża i tyłomóżdża. Łączy się on ze zwojem podprzełykowym, będącym częścią brzusznego rdzenia nerwowego, za pomocą obrączki okołoprzełykowej. Poniżej mózgu leży zwój podmózgowy stanowiący centrum stomatogastrycznej części wegetatywnego układu nerwowego i połączony ze zwojem czołowym nerwem powrotnym.
Jama przedgębowa dzieli się podgębiem na przednie cibarium i tylne saliwarium, do którego uchodzą ślinianki. Za otworem gębowym zaczyna się przewód pokarmowy, podzielony na jelito przednie (kolejno gardziel, przełyk, wole i przedżołądek), jelito środkowe (żołądek, czasem z uchyłkami) i jelito tylne (jelito cienkie, rektum i odbyt).
Występuje układ krwionośny otwarty, w którym krąży hemolimfa, zwykle pozbawiona barwników oddechowych. Na układ ten składają się: serce, przepona grzbietowa, przepona brzuszna oraz system przegród i mniejszych naczyń pulsujących.
Pierwogonki i większość skoczogonków oddycha całą powierzchnią ciała. U pozostałych grup występuje układ oddechowy, złożony z tchawek otwartych na zewnątrz ciała przetchlinkami, a zakończonych wewnątrzkomórkowymi tracheolami. U części owadów wodnych wykształciły się skrzelotchawki.
Na narządy wydalnicze składają się: cewki Malpighiego, jelito środkowe i jelito tylne, rzadziej występują też gruczoły wargowe.
Żeński układ rozrodczy składa się z jajników (zbudowanych z owarioli), od których biegną jajowody, dalej łączące się i przechodzące w pochwę, do której często uchodzą gruczoły dodatkowe (u części żądłówek przekształcone są w gruczoły jadowe). Ponadto często występuje torebka kopulacyjna i spermateka.

## Biologia i ekologia

### Rozmnażanie
Rozród zwykle odbywa się płciowo. Sperma może być składana przez samca i pobierana przez samicę lub przekazywana bezpośrednio w drodze kopulacji. Często występują złożone zachowania godowe. Przekazywana samicy sperma jest często unieczynniona i dopiero w jej organizmie następuje kapacytacja plemników. Nierzadkie jest wśród sześcionogów dzieworództwo w formie telitokii lub deuterotokii. U błonkówek i wachlarzoskrzydłych spotyka się poliembrionię – wiele zarodków wykształca się z jednej komórki jajowej. Najczęstsza jest jajorodność, ale spotyka się też jajożyworodność i żyworodność.

### Rozwój
Rozwój pozazarodkowy wygląda różnie. U pierwogonków występuje anamorfoza (z linieniami rośnie liczba segmentów odwłoka), a u pozostałych grup różne formy epimetabolii. U skoczogonków, widłogonków, rybików i przerzutek występuje rozwój prosty (ametabolia) – z kolejnymi linieniami zmieniają się tylko rozmiary ciała. U owadów uskrzydlonych występuje rozwój z przeobrażeniem, przy czym u jawnoskrzydłych jest to przeobrażenie niezupełne, a u skrytoskrzydłych – przeobrażenie zupełne (stadia larwy, poczwarki i imago), a niekiedy nawet nadprzeobrażenie. W niektórych grupach pojawia się młodzieńczorództwo – zdolność rozrodu zyskują larwy.

### Pokarm
Sześcionogi należą do kluczowych elementów lądowych i słodkowodnych sieci troficznych. Przyjmują rozmaite strategie pokarmowe, odżywiając się niemal każdą materią organiczną. Można wśród nich znaleźć fitofagi (np. fitofagi ssące, ksylofagi, kambiofagi, ryzofagi, ektofoliofagi, owady minujące i indukujące galasy, pyłkożerców i nektarożerców), mykofagi, drapieżniki, saprofagi (np. saproksylofagi, kariofagi, nekrofagi, koprofagi), ektopasożyty (w tym hematofagi i lachyrofagi), endopasożyty i parazytoidy (koinobionty i idiobionty).

### Występowanie i zróżnicowanie
Sześcionogi stanowią najbardziej różnorodny takson swojej rangi wśród zwierząt, obejmując według różnych źródeł od ponad 50 do 80% ich gatunków. Do 2018 roku opisano ponad milion współczesnych gatunków sześcionogów, a faktyczną ich liczbę szacuje się na 5,5–30 milionów. Zdecydowaną większość z nich stanowią owady. Przypuszcza się jednak, że w ciągu najbliższych dekad wymrzeć może ponad 40% gatunków owadów z powodu likwidacji siedlisk pod urbanizację i uprawy, zanieczyszczenia środowiska, zawlekania gatunków obcych, ekspansji patogenów oraz ocieplenia klimatu.
Sześcionogi rozprzestrzenione są we wszystkich krainach zoogeograficznych, sięgając również za oba koła podbiegunowe. Najliczniej zasiedlają środowiska lądowe, ale wiele grup wtórnie przystosowało się do środowisk słodkowodnych, a rodzaj Halobates spotkać można nawet na otwartym morzu. Bytują we wszystkich możliwych siedliskach, w tym ekstremalnych jak szczyty gór, pustynie, śniegi Antarktyki, głębokie jaskinie czy gorące źródła. Mogą czynnie (owady uskrzydlone), jak i biernie (jako aeroplankton) przemieszczać się w powietrzu. Największą różnorodność gatunkową osiągają w strefie tropikalnej i subtropikalnej.

## Systematyka i filogeneza

### Pozycja wśród stawonogów
Tradycyjnie sześcionogi łączono z wijami w grupę tchawkodysznych, a te z kolei ze skorupiakami w grupę żuwaczkowców. Współczesne molekularne oraz molekularno-morfologiczne analizy filogenetyczne wskazują jednak, że sześcionogi wywodzą się z wodnych skorupiaków, a system tchawkowy wijów wyewoluował niezależnie (konwergentnie). Klad obejmujący skorupiaki i zagnieżdżone w nich sześcionogi nazywa się Pancrustacea (syn. Tetraconata) i jego monofiletyzm jest powszechnie akceptowany. Spośród żyjących skorupiaków najczęściej jako najbliżsi krewniacy sześcionogów wskazywane są łopatonogi, z którymi łączy się je w klad Labiocarida. Niektóre analizy jako grupę siostrzaną sześcionogów wskazywały skrzelonogi lub klad Xenocarida (podkowiastogłowe + łopatonogi).
Przypuszczalnie wyjście na ląd sześcionogów nastąpiło w ordowiku. Błędnie początkowo opisany jako słonowodny, bazalny sześcionóg, Devonohexapodus bocksbergensis okazał się być szczątkowym okazem nienależącego do tej grupy zwierząt Wingertshellicus backesi. W związku z tym bazalne sześcionogi pozostają nieznane, a najstarszymi skamieniałościami są te należące do wczesnodewońskiego Rhyniella praecursor, stosunkowo zaawansowanego już skoczogonka.

### Podział wewnętrzny
W starszych systemach sześcionogi były tożsame z owadami. Gromadę owadów dzielono na podgromady owadów pierwotnie bezskrzydłych i uskrzydlonych. Do tych pierwszych zaliczano w randze rzędów skoczogonki, pierwogonki, widłogonki, przerzutki i rybiki. Późniejsi autorzy wskazali na parafiletyzm tak rozumianych owadów bezskrzydłych. Wyodrębniono więc pierwogonki, skoczogonki i widłogonki w skrytoszczękie. Skrytoszczękim nadawano rangę podgromady owadów lub niezależnej od nich gromady, w drugim przypadku wynosząc sześcionogi do rangi nadgromady lub podtypu. Później część systematyków zaczęła wynosić również skoczogonki, widłogonki i pierwogonki do rangi osobnych gromad w obrębie sześcionogów, co ma uzasadnienie, jako że niepewny jest monofiletyzm skrytoszczękich.
O ile monofiletyzm samych sześcionogów nie jest podważany, o tyle relacje pokrewieństwa pomiędzy poszczególnymi ich gromadami nie zostały jednoznacznie rozpracowane. Współczesne molekularne analizy filogenetyczne wskazują na jedną z dwóch opcji. Według pierwszej skoczogonki są grupą siostrzaną dla kladu obejmującego pierwogonki i widłogonki i wraz z nimi formują klad skrytoszczękich, zajmujący z kolei siostrzaną pozycję względem owadów (jawnoszczękich). Takie wyniki otrzymał m.in. zespół Luan Y. w 2005 roku. Według drugiej opcji skoczogonki zajmują pozycję siostrzaną względem pierwogonków, formując z nimi klad Ellipura, natomiast widłogonki zajmują pozycję siostrzaną względem owadów, tworząc z nimi klad Cercophora. Takie wyniki otrzymał m.in. zespół Karla Kjera w 2016 roku. W przypadku obu tych hipotez znaleźć można dowody morfologiczne świadczące na ich korzyść.
Podział na gromady: 
- owady (Insecta)
- skoczogonki (Collembola)
- pierwogonki (Protura)
- widłogonki (Diplura)